# Hasan Emini
Hasan Emini (* 1963 in Kavaja; † 2017 in Jordanów, Polen) war ein albanischer Fußballspieler und -trainer.

## Karriere
Emini wurde in Kavaja geboren. Während der 1980er und frühen 1990er Jahre spielte er als Verteidiger für den albanischen Erstligisten Besa Kavaja. Er emigrierte nach Deutschland und zog später nach Polen, wo er als Trainer im Amateurfußball arbeitete. Er betreute unter anderem die Vereine Napravia Naprawa und Luboń Skomielna Biała.
Emini verstarb im Jahr 2017 in Jordanów.